# Hello (Ugly God)
Hello è un singolo del rapper Ugly God che ha visto la partecipazione del trapper Lil Pump. Il lyric video è stato pubblicato il 28 marzo 2019.